# 兵藤まこ
兵藤 まこ（ひょうどう まこ、1962年〈昭和37年〉9月7日 - ）は、日本の声優、女優。元歌手。洗足学園音楽大学講師。別名義：兵藤マコ。東京都出身。81プロデュース所属。

## 人物
堀越学園卒業。
研音、HPCを経て81プロデュース所属。
実家は父と兄夫婦が経営する世田谷区の「キッチンマカベ」。13歳のときに、雑誌のモデルでデビュー。その後、資生堂の専属モデルを経て、ライオン（エメロンエチケットシャンプー・リンス）やコカ・コーラのテレビCMに出演。また、TBSの朝の情報番組『8時の空』に出演。同時期、アイドル歌手としてもデビューしたこともある。
兵藤が出演していたテレビCMでアテレコを経験し、声をあてることに魅了され、その後は、『天使のたまご』での声優デビューを機に、以降は声優をメインに活動。文化学院講師も務める。
趣味・特技は乗馬、歌、陶芸、料理、ガーデニング。

## 出演

### テレビアニメ
1986年
- うる星やつら（面堂の母）

1991年
- 楽しいムーミン一家 冒険日記（ファンドル）
- 満ちてくる時のむこうに（ファヤウ）

1992年
- らんま1/2 熱闘編（武蔵小金）

1993年
- 機動戦士Vガンダム（ミューラ・ミゲル）
- 美少女戦士セーラームーンR（アマーンジュ）

1994年
- 超くせになりそう（ビートル・ビーナス）
- ジーンダイバー（コンピュータ知性体）

1995年
- 愛天使伝説ウェディングピーチ（アフロディーテ）
- あずきちゃん（杉田刑事の妻、美千代）
- アリス探偵局（金婆さん）

1996年
- キャッツ&カンパニー（クレオ）
- スレイヤーズNEXT（マゼンダ）

1997年
- CLAMP学園探偵団（老婦人）
- 爆走兄弟レッツ&ゴー!!WGP（ジュリアナ）
- ポケットモンスター（1997年 - 2001年、ミドリ、ママン、ハピナス、アンナ、エル）
- MAZE☆爆熱時空（女創主）

1998年
- ああっ女神さまっ 小っちゃいって事は便利だねっ（ヤカンちゃん）
- スーパードール★リカちゃん（シスター千明、高林五輪子）
- 星方武侠アウトロースター（ハムシ、ケミ）
- センチメンタルジャーニー（レコード会社の女性）
- それいけ!アンパンマン（1998年 - 2025年、黄ドキンちゃん、ショコラおばさん〈2代目〉）
- 超速スピナー（ピアノの先生）
- 虹の戦記イリス（シェラザード）

2000年
- 陽だまりの樹（十三奴）
- ファーブル先生は名探偵（クモ男爵の母）

2001年
- X -エックス-（火煉の母）
- The Soul Taker 〜魂狩〜（時逆椿・時逆椿〈偽者〉）
- だいすき!ぶぶチャチャ（シンディ、ショベルゾウ）

2002年
- 王ドロボウJING（デュボネ伯爵夫人）
- ポケットモンスター サイドストーリー（ミズホ）
- ラーゼフォン（ヘレナ・バーベム）

2003年
- アストロボーイ・鉄腕アトム（ロックの母親）

2004年
- かいけつゾロリ（シンシア）
- 絢爛舞踏祭 ザ・マーズ・デイブレイク（クララ・ド・シレーヌ）
- MADLAX（クアンジッタ・マリスン）

2005年
- ゾイドジェネシス（フェルミ）
- 創聖のアクエリオン（音翅〈オトハ〉）

2006年
- ブラック・ジャック21（間みお）
- ポケットモンスター アドバンスジェネレーション（ミズホ）

2007年
- 鋼鉄神ジーグ（珠城美和）

2008年
- ゴルゴ13（エディス）
- 鉄腕バーディー DECODE（2008年 - 2009年、クリステラ・レビ） - 2シリーズ
- MAJOR 4th season（ローラ・ギブソン）

2009年
- ポケットモンスター ダイヤモンド&パール（2009年 - 2011年、ママン、ミズホ） - 1シリーズ + 特別編

2010年
- 荒川アンダー ザ ブリッジ×2（シロの妻）

2013年
- 勇者になれなかった俺はしぶしぶ就職を決意しました。（老婦人）

2014年
- メカクシティアクターズ（アヤカ / 楯山彩花）

2015年
- ポケットモンスター XY（コジロウの母）

2022年
- もっと!まじめにふまじめ かいけつゾロリ（シンシア）

### OVA
1985年
- 天使のたまご（少女）

1987年
- トワイライトQ 時の結び目 REFLECTION（真弓）
- トワイライトQ 迷宮物件 FILE538（少女）

1988年
- 機動警察パトレイバー（後藤まほこ）

1991年
- 究極超人あ〜る（天野小夜子）

1992年
- 創世機士ガイアース（サクヤ）

1993年
- ふぁんたじあ（田中美幸）

1994年
- マクロスプラス（シャロン・アップル）

1995年
- 美少女遊撃隊バトルスキッパー（紗綾花の母）

1996年
- 小鉄の大冒険（かがり）
- 鉄腕バーディー（クリステラ・レビ）
- BURN-UP W（美女）
- MAZE☆爆熱時空（女創主）

1997年
- 桜通信（四葉美咲子）
- ジャングルDEいこう!（六道葉琉香）
- 八雲立つ（お手伝い、七地の母）

1999年
- 菜々子解体診書（ジェミー）

2007年
- 最遊記RELOAD -burial-（三仏神A）
- 創星のアクエリオン（音翅）

### 劇場アニメ
- MAZE☆爆熱時空 天変脅威の大巨人（1998年、女創主）
- スーパードール★リカちゃん リカちゃん絶体絶命!ドールナイツの奇跡（1999年、ダナ）
- ラーゼフォン 多元変奏曲（2002年、ヘレナ・バーベム）
- TAMALA2010 a punk cat in space（2002年）
- ブラック・ジャック ふたりの黒い医者（2005年、ブラック・ジャックの母）
- スカイ・クロラ The Sky Crawlers（2008年、クスミ）

### ゲーム
1993年
- 電脳天使（フォル2、アクエリュース）
- 初恋物語（フォル2、アクエリュース）

1995年
- 対戦アイドル麻雀ファイナルロマンス2（中条瞳、流川冴耶）

1997年
- FADE TO BLACK（コンピューターアナウンス）
- ミニ四駆 爆走兄弟レッツ&ゴー!!WGP HYPER HEAT（ジュリアナ）

1998年
- 金田一少年の事件簿 星見島 悲しみの復讐鬼（岡田淳子）
- 桜通信（四葉美咲子）
- 爆走兄弟レッツ&ゴー!! エターナルウィングス（ジュリアナ）

2004年
- テイルズ オブ リバース（フェニア）

2007年
- SDガンダム GGENERATION SPIRITS（ミューラ・ミゲル）

2008年
- スーパーロボット大戦Z（音翅）

2013年
- マクロス30 銀河を繋ぐ歌声（シャロン・アップル）

### ドラマCD
- 快傑蒸気探偵団 File1（鳴滝の母、ミツボシキョウコ）
- GetBackers-奪還屋-永遠の絆を奪り還せ!編（女郎蜘蛛〈網美隷〉）
- コードネームはCharmer（「Fairy Land Baloon」歌唱）
- 創竜伝（西王母）
- 爆走兄弟レッツ&ゴー!!GIRL〈レディース・グランプリ開幕!!〉（ジュリアナ）
- 81プロデュースオリジナルドラマCD Prologue End 〜どんなに離れてたって傍にいるから〜（ガイア）
- 八雲立つ 音盤物語（七地の母）

### 吹き替え

#### テレビドラマ
- フルハウス（カレン・テナー）
- プロビデンス（パティー）

#### アニメ
- X-MEN（テレビ東京版）（1994年、ミズ・マーブル）
- タンタンの冒険
- ミッフィーとおともだち（2003年、ナレーション）

### テレビドラマ
- 太陽にほえろ! 第639話「春なのに…」（1985年） - 杉田里美

### 映画
- 紅い眼鏡/The Red Spectacles（紅い少女）
- トーキング・ヘッド（お客さん）
- 立喰師列伝（ケツネコロッケのお銀）
- 女立喰師列伝 ケツネコロッケのお銀 -パレスチナ死闘編-（ケツネコロッケのお銀）

### 特撮
- ぼうけん!メカラッパ号（イタダキ星の少女の声）
- 仮面ライダーアギト（スネークロード / アングィス・フェミネウスの声）
- 仮面ライダー龍騎スペシャル 13RIDERS（レスパイダーの声）

### 人形劇
- こどもにんぎょう劇場「ジェニィ」
- ハッチポッチステーション（ダイヤ・グラム / ミス・ダイヤモンド）

### テレビ番組
- たけしのコマネチ大学数学科（コマネチ大学数学研究会コーナーでカルタの読み手として出演）※2010年1月7日の回にて
- 8時の空
- あの歌がきこえる（声の出演）

### ラジオ番組
- 日産ディーゼルミュージックロード 夜はまだまだ（ラジオ関西）
- MIDNIGHT DISC ROAD（エフエム東京）[8]

### その他
- 小説 立喰師列伝 モデル（ケツネコロッケのお銀）

## ディスコグラフィ

### シングル
| #           | 発売日        | タイトル                 | B面                | 規格        | 規格品番    |
| CBS・ソニー | CBS・ソニー   | CBS・ソニー              | CBS・ソニー        | CBS・ソニー | CBS・ソニー |
| ----------- | ------------- | ------------------------ | ------------------ | ----------- | ----------- |
| 1st         | 1980年9月21日 | ながさき・はーばあらいと | 長崎をください     | EP          | 07SH-856    |
| 2nd         | 1981年6月     | 片想いツイスト           | シーズン           | EP          | 07SH-990    |
| 3rd         | 1981年        | 風の中の少女             | テレフォン・コール | EP          | 07SH-1086   |

### タイアップ
| 楽曲                     | タイアップ                                       | 収録作品                             |
| ------------------------ | ------------------------------------------------ | ------------------------------------ |
| ながさき・はーばあらいと | 第4回長崎歌謡祭“新しい長崎の歌”懸賞募集入選歌詞  | シングル「ながさき・はーばあらいと」 |
| 長崎をください           | 第4回長崎歌謡祭“新しい長崎の歌”懸賞募集入選歌詞  | シングル「ながさき・はーばあらいと」 |
| 風の中の少女             | 明治チョコレート『エリカの季節』イメージ・ソング | シングル「風の中の少女」             |

### アニメソング
- リフレクション (トワイライトQ)
- ぐうたらな魚（トワイライトQ）
- 100カラットの未来（機動警察パトレイバー）
- Silent...（機動警察パトレイバー）
- Never so Sweet（機動警察パトレイバー）
- 果たし合いカナ？（ミニパト）